# Cardiococcus major
Cardiococcus major är en insektsart som först beskrevs av William Miles Maskell 1897.  Cardiococcus major ingår i släktet Cardiococcus och familjen skålsköldlöss. Inga underarter finns listade i Catalogue of Life.